# 2707 Уефержі
2707 Уефержі (2707 Ueferji) — астероїд головного поясу, відкритий 28 серпня 1981 року.
Тіссеранів параметр щодо Юпітера — 3,183.
Названо на честь Федерального університету Ріо-де-Жанейро (порт. Universidade Federal do Rio de Janeiro).